# کج‌ایستایی
کج‌ایستایی یا ایستادگی نامتقارن (ایتالیایی: Contrapposto) یک تکنیک مهم در مجسمه‌سازی است که به شکل انداختن وزن مجسمه بر روی یک پا ساخته می‌شود. این تکنیک به مجسمه‌ها حالتی پویا و طبیعی می‌بخشد و به آن‌ها زندگی و حرکت القا می‌کند.
در کج‌ایستایی، وزن بدن مجسمه بر روی یک پا قرار می‌گیرد و پای دیگر آزاد و خمیده است. این باعث می‌شود که شانه‌ها و باسن در زوایای متضاد قرار بگیرند و خطی S شکل در بدن ایجاد شود. این حالت نامتقارن، بدن را از حالت سکون و ایستایی خارج می‌کند و به آن حس حرکت و پویایی می‌بخشد.
کج‌ایستایی ابتدا توسط یونانیان باستان در دوره کلاسیک ابداع شد و به یکی از ویژگی‌های بارز مجسمه‌سازی یونانی تبدیل شد. این تکنیک بعدها توسط هنرمندان رنسانس احیا شد و به یکی از اصول اساسی هنر غربی تبدیل شد.
برخی از معروف‌ترین نمونه‌های کج‌ایستایی عبارتند از:
- مجسمه داوود اثر میکل‌آنژ: این مجسمه یکی از مشهورترین نمونه‌های کنتراپوستو است که در آن وزن بدن داوود بر روی پای راست او قرار دارد و پای چپ او آزاد و خمیده است.
- مجسمه ونوس میلو: این مجسمه نیز یکی دیگر از نمونه‌های برجسته کج‌ایستایی است که در آن وزن بدن ونوس بر روی پای راست او قرار دارد و پای چپ او کمی به عقب خم شده است.